# NGC 7175
NGC 7175 – grupa gwiazd znajdująca się w gwiazdozbiorze Łabędzia. Odkrył ją John Herschel 25 września 1829 roku. Przez niektóre źródła klasyfikowana jest jako gromada otwarta położona w odległości ok. 6,3 tys. lat świetlnych od Słońca oraz 29,5 tys. lat świetlnych od centrum Galaktyki; część katalogów czy baz obiektów astronomicznych w ogóle jej nie wymienia. Słabo wyróżnia się na tle gwiazd Drogi Mlecznej, stąd ustalenie, które konkretnie gwiazdy do niej należą jest dyskusyjne; niektórzy za obiekt NGC 7175 uznają mniejsze zgrupowanie gwiazd położone nieco bardziej na południe.